# Dos dos dos
Dos dos dos (estilizado en mayúsculas) es el segundo Álbum de estudio y versión extendida del Extended play (EP) Delirante de la cantante colombiana Juliana, publicado el 10 de mayo de 2022 a través de Mun records. 

## Contenido
Este álbum gira en torno al concepto de transición, explorando y cruzando diferentes géneros y sonidos musicales. «Dos dos dos» presenta cuatro facetas distintas, en las cuales destacan sonidos latinoamericanos, urbanos, baladas y pop, separadas por tres pistas de transición: «Dos (I)», que simboliza el cambio; «Dos (II)», que representa el origen; y «Dos (III)», que evoca recuerdos y buenos momentos. Estas pistas de transición hacen referencia a su título, que incluye números significativos para Juliana. 

## Lista de canciones
Lista de canciones de Dos dos dos 
| Dos dos dos |                                  | |          |  |
| N.º         | Título                           | Escritor(es)                                                                                       | Duración |  |
| 1.          | «Toda la vida»                   | *Juliana - Nicolás Sorzano «Nico Legreti» - Nicolás «Na'vi» De La Espriella                        | 3:10     |  |
| 2.          | «Corazón en crisis»              | *Juan Esteban Zuluaga - Juliana - Nicolás Sorzano «Nico Legreti» - Pablo Ocampo - Thomás Zuluaga   | 3:28     |  |
| 3.          | «A Tiempo»                       | *Gabriel Edgar Gonzalez-Perez - Juliana - Nicolás Sorzano «Nico Legreti»                           | 3:47     |  |
| 4.          | «Inminente (feat Clarissa)»      | *Clarissa Muller - Juliana - Julio Raposo                                                          | 3:13     |  |
| 5.          | «Dos (I)»                        | *Juliana - Nicolás Sorzano «Nico Legreti»                                                          | 0:31     |  |
| 6.          | «Cuerda floja»                   | *Juliana - Nicolás Sorzano «Nico Legreti»                                                          | 2:52     |  |
| 7.          | «Pendejada (feat Mabiland)»      | *Gio Fernández - Juliana - Mabiland - Mike Muñoz - Nicolás Sorzano «Nico Legreti» - Valentina Rico | 3:27     |  |
| 8.          | «Isla»                           | *Juliana - Luis Salazar - Nicolás Sorzano «Nico Legreti» - Yoel Henríquez                          | 2:39     |  |
| 9.          | «Dos (II)»                       | *Juliana - Nicolás Sorzano «Nico Legreti»                                                          | 0:33     |  |
| 10.         | «Muchachitos (feat Humbe)»       | *Emiliano Rodríguez Terrazas - Humberto Rodríguez Terrazas - Juliana                               | 3:05     |  |
| 11.         | «Cometa»                         | *Juliana - Nicolás Sorzano «Nico Legreti»                                                          | 2:27     |  |
| 12.         | «Demuéstrame (feat Johann Vera)» | *Juliana - Pablo Benito                                                                            | 3:34     |  |
| 13.         | «Dos (III)»                      | *Juliana - Nicolás Sorzano «Nico Legreti»                                                          | 0:39     |  |
| 14.         | «Memoria fotográfica»            | *El Burrito Music - Juliana - Nicolás Sorzano «Nico Legreti» - Pablo Ocampo - Sebastián Yepes      | 2:27     |  |
| 15.         | «Delirante (feat Nico Legreti)»  | *Juliana - Mr.Sunamy - Nicolás Sorzano «Nico Legreti»                                              | 2:45     |  |
| 16.         | «Mujer Desastre»                 | *Juan Daniel shool - Juliana - Nicolás Sorzano «Nico Legreti» - Orlando Vitto - Renzo Bravo        | 3:17     |  |
| 42:03       |                                  | |          |  |

## Historial de lanzamiento
| Región | Fecha              | Sello       | Formato                     | Ref   |
| ------ | ------------------ | ----------- | --------------------------- | ----- |
| Varios | 10 de mayo de 2022 | MUN Records | Descarga digital, streaming | [ 4 ] |